# 5204-es mellékút (Magyarország)
Az 5204-es mellékút egy majdnem pontosan 10 kilométeres hosszúságú, négy számjegyű mellékút Pest vármegyében, Budapest dél-pesti agglomerációjában; Bugyit köti össze Kiskunlacházával.

## Nyomvonala
Az 5202-es útból ágazik ki, nem messze annak a 14. kilométerétől, Bugyi központjában, délnyugat felé. Kezdeti szakasza a Templom utca nevet viseli, majd mintegy 350 méter után kiágazik belőle az 5206-os út dél felé, Kunpeszér irányába, s ugyanott északnyugati irányba fordul, Bajcsy-Zsilinszky utca néven. Szűk egy kilométerrel arrébb, a belterület nyugati szélét elérve visszatér a kezdeti irányához, így keresztezi – már külterületen, a 2+150-es kilométerszelvénye közelében – a Bugyi nyugati elkerülését szolgáló 5207-es utat is, körforgalmú csomópontban, illetve így szeli át a település nyugati határszélét is, kevéssel a 3+900-as kilométerszelvénye előtt.
Kiskunlacháza határai között folytatódik, elhaladva több terebélyes bányató mellett, melyek az itteni kavics- és sóderbányászat eredményeként jöttek létre. A 7+650-es kilométerszelvénye táján, egy kisebb kanyarulata előtt kiágazik belőle dél felé az 52 304-es számú mellékút, amely ma már csak egy majorságszerű telephelyre vezet, így nem világos, miért minősül országos közútnak; a hasonló számozást viselő utak jellemzően vasútállomásokat, megállókat szolgálnak ki, így lehet, hogy egykor ez is efféle funkcióval bírt. A folytatásban elhalad a kiskunlacházi repülőtér néhány létesítménye mellett, és kevéssel ezután véget is ér, beletorkollva az 5203-as útba, annak a 3+300-as kilométerszelvénye közelében.
Teljes hossza, az országos közutak térképes nyilvántartását szolgáló kira.gov.hu adatbázisa szerint 9,862 kilométer.

## Települések az út mentén
- Bugyi
- Kiskunlacháza